# Monestir de Kalenič
El monestir de Kalenić (en serbi:Манастир Каленић), és un monestir femení ortodox serbi situat al sud de Kragujevac, a la Sèrbia central. Està dedicat al culte de la Mare de Déu.

## Història
El Monestir de Kalenič va ser fundada per protovestiaris de Bogdan, la noblesa prominent del dèspota Stefan Lazarević. L'església del monestir, consagrada a l'Anunciació, és un gran exponent de l'Escola de Morava, igual que els monestirs de Ravanica, Lazarica i Ljubostinja, va ser construïda i pintada entre els anys 1407 i 1413. Després de repetits atacs otomans, el monestir va ser abandonat a finals del segle xvii. Restaurat el 1766, durant la rebel·lió contra els otomans (1788-1791), el monestir fou cremat. Els monjos van tornar cap al final del segle. El nou nàrtex fou erigit el 1806.

## Arquitectura i pintura

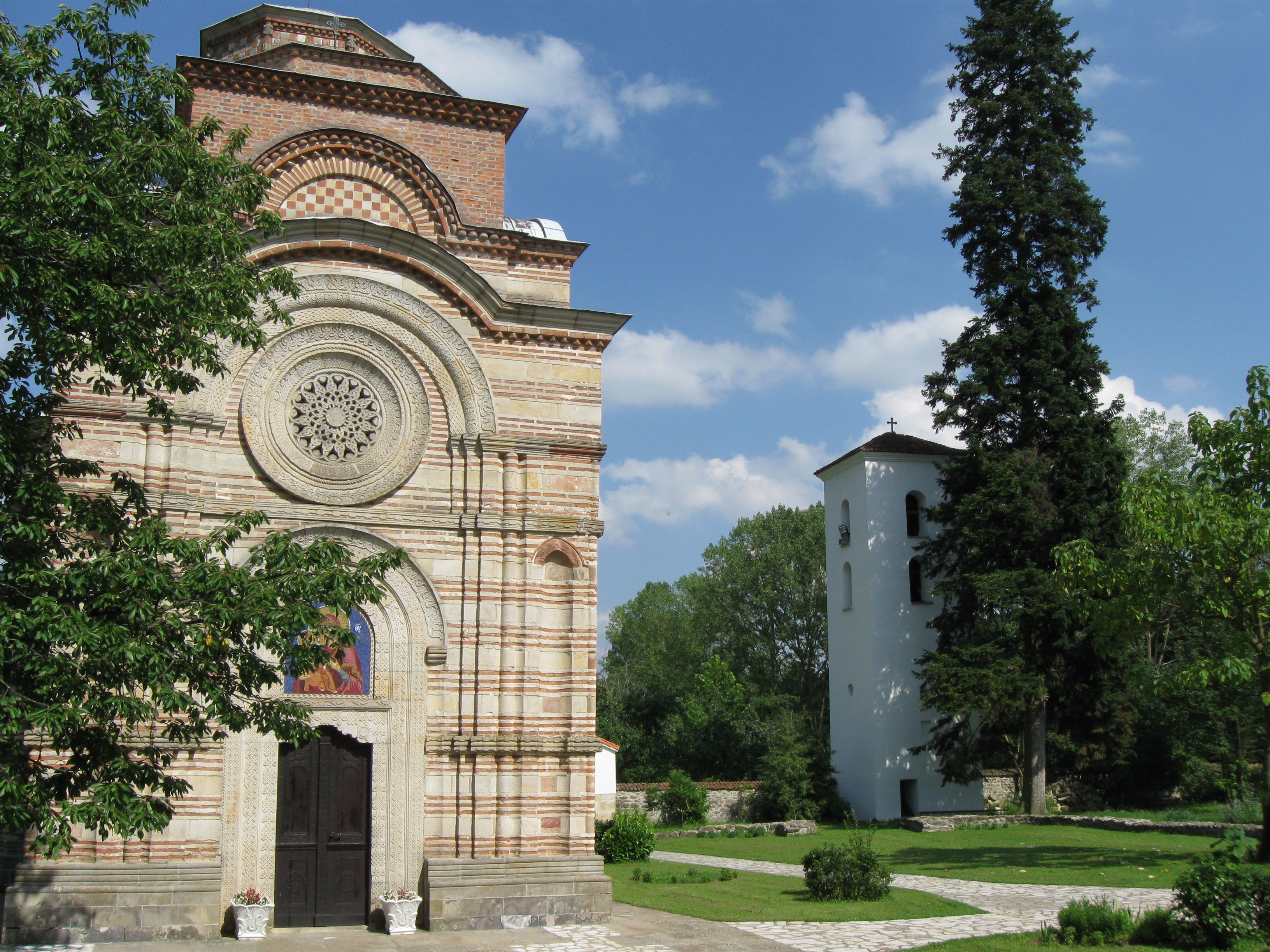
Kalenič- Església amb el campanar

Segons els valors artístics, els monestirs es troben entre els monuments culturals més importants de Sèrbia. L'església de Moràvia, ricament decorada des de l'exterior, els frescos són una de les pintures que estan més ben conservades del segle xv.
La base del monestir és el trikonhos de tipus concís amb una sola cúpula; té un pany amb un cub cec. Es diu que Kalenič és el monestir d'estil moravià més robust, caracteritzat per la riquesa plàstica arquitectònica de la pedra i la pedra alterna i el tall dels maons. Pel que fa a la decoració de les parets i els frescos, motius comuns com les grans festes, la vida terrenal de Crist i els seus miracles, així com el cicle de la Verge apòcrifa de la Mare de Déu a la pedrera, en el qual hi ha un mecenes -els protovestiaris de Bogdan juntament amb l'esposa Milica i el seu germà Petar, s'apropen al dèspota Stefan.
Durant el període comprès entre 1928 i 1930, es va dur a terme una gran reconstrucció experta del monestir.

## Consells
El monestir se celebra tradicionalment cada any el parlament "Vaig passar a Levac, vaig passar a Šumadi", (serbi) „Прођох Левач, прођох Шумадију”, que està sota els auspicis del Ministeri de Cultura de la República de Sèrbia i del municipi de Rekovac.